# راز: حقیقت پنهان
راز: حقیقت پنهان (به هندی: Gupt: The Hidden Truth) فیلمی است محصول سال ۱۹۹۷ و به کارگردانی راجیو رأی است. در این فیلم بازیگرانی همچون بابی دئول، کاجول، مانیشا کویرالا، راج بابار، پارش راوال، پریم چوپرا، اوم پوری، کولبوشان کارباندا، دالیپ تاهیل، موکش ریشی، آنجان سیرواستاو، پریا تندولکار، باب کریستو، راضا مراد، شارات ساکسنا ایفای نقش کرده‌اند.

## داستان
ساحل سینها(بابی دئول) پسرخوانده فرماندار است او عاشق دختری به نام ایشا دیوان(کاجول) می‌شود و قصد ازدواج با او را دارد، ایشا دختر حسابدار فرماندار است. اما فرماندار که پدر ساحل است مخالف این ازدواج می‌باشد، روزی ساحل در یک مهمانی از دست رفتار پدرش عصبانی می‌شود و با یک چاقو او را تهدید می‌کند. چند روز بعد وقتی ساحل برای ملاقات با پدرش به خانه او می‌رود با پیکر خونین او مواجه می‌شود و همچنین گردنبدی که در دست دارد. پس از مرگ فرماندار با توجه به اینکه همه مدارک علیه ساحل است او به قتل پدرش متهم می‌شود و به زندان می‌افتد.
از طرفی دختر دیگری به نام شیتال چودری(مانیشا کویرالا) که عاشق ساحل است و حاضر است برای او هرکاری بکند پس برای او یک قایق تهیه می‌کند و زمینه فرارش از زندان را فراهم می‌کند، ساحل همراه دو زندانی دیگر فرار می‌کند. پلیسی به نام اودام سینگ(اوم پوری) مأمور تحقیق بر روی این پرونده می‌شود او با پیدا کردن دو زندانی فراری دیگر آن‌ها را می‌کشد. از طرفی ساحل در تلاش است تا راز قتل پدرش را بفهمد و بیگناهی خود را اثبات کند برای همین افرادی که به آن‌ها مضنون است را یک به یک مجازات می‌کند تا به اطلاعات دست یابد اما در همین هنگام فردی به نام دکتر گاندی که از دوستان پدر ساحل است با او تماس می‌گیرد و از او می‌خواهد تا به خانه اش بیاید و به اطلاعات مهمی دست پیدا کند اما پیش از اینکه با دکتر گاندی دیدار کند او کشته شده‌است آن هم با خنجری مشابه که در قتل فرماندار به کار رفته بود با توجه به حضور ساحل در خانه دکتر همه فکر می‌کنند این قتل هم کار او بوده‌است.
پس از مدتی اودام سینگ به خانه پدر ایشا می‌رود وسرویس مشابه همان چاقوهایی که در قتل استفاده شده‌است را پیدا می‌کند و پدر ایشا به قتل اعتراف می‌کند. اما در همان شب یک فرد با چاقویی مشابه به اودام سینگ حمله می‌کند ولی موفق به کشتن او نمی‌شود و به بیمارستان منتقل می‌شود. برادر ساحل با شکافتن گردنبندی که ساحل از پدرش گرفته‌است متوجه عکس ایشا و ساحل می‌شود و آن را به ساحل نشان می‌دهد، سپس ساحل که به دیدن پدر ایشا رفته‌است متوجه می‌شود او قاتل نیست بلکه خود ایشا به خاطر علاقه ای که به ساحل دارد افراد را به قتل می‌رساند و پدر ساحل هم که از مشکلات روانی ایشا مطلع بوده‌است و برای همین با این ازدواج مخالفت می‌کرده‌است. حالا ایشا قصد دارد تا شیتال را بکشد تا آخرین مانع را هم از سر راهش بردارد ساحل به شیتال زنگ می‌زند و می‌خواهد تا درها را قفل کند اما پیش از اینکه او این کار را انجام دهد ایشا وارد خانه شده‌است. بین ایشا و شیتال درگیری رخ می‌دهد و آن دو مشغول تعقیب و گریز می‌شوند در همان حال ساحل هم سر می‌رسد اما نمی‌تواند جلوی او را بگیرد ولی اودام سینگ که از تخت بیمارستان بلند شده‌است خود را با عجله به خانه شیتال می‌رساند و با شلیک گلوله ایشا را می‌کشد و جان شیتال را نجات می‌دهد.